# Серебряно-кадмиевый аккумулятор
Серебряно-кадмиевый аккумулятор — химический источник тока, в котором анодом является кадмий, электролитом — гидроксид калия, катодом — оксид серебра. По сравнению с серебряно-цинковым аккумулятором он имеет более низкие удельные характеристики (ЭДС 1,6 В, 45-90 Вт·ч/кг), но в то же время значительный срок службы (свыше 3000 циклов заряд-разряд, что объясняется тем, что при заряде за счёт более низкой растворимости кадмия в щёлочи, не происходит образования дендритов кадмия).

## Параметры
- Теоретическая энергоемкость:
- Удельная энергоемкость (Вт·ч/кг): около — 45—90 Вт·ч/кг.
- Удельная энергоплотность (Вт·ч/дм³): около — 120 Вт·ч/дм³.
- ЭДС: 1,6 В.
- Рабочая температура: −30…+50 °C.

## Области применения
Области применения серебряно-кадмиевых аккумуляторов достаточно узки ввиду того, что это одна из наиболее дорогих электрохимических аккумуляторных систем.
Серебряно-кадмиевые аккумуляторы применяются в следующих областях: аппаратура связи, экспериментальные электромобили, торпеды, передвижные вычислительные комплексы (военные), ракетные и космические комплексы, спутники, переносная медицинская аппаратура, приборы ночного видения, аварийное питание на подводных лодках и др.
Главным преимуществом этих аккумуляторов считается очень большой срок службы (до 6000 циклов заряд-разряд).